# Contescourt
Contescourt é uma comuna francesa na região administrativa de Altos da França, no departamento de Aisne. Estende-se por uma área de 3,42 km². Em 2010 a comuna tinha 62 habitantes (densidade: 18,1 hab./km²).